# Mazar-i Szarif

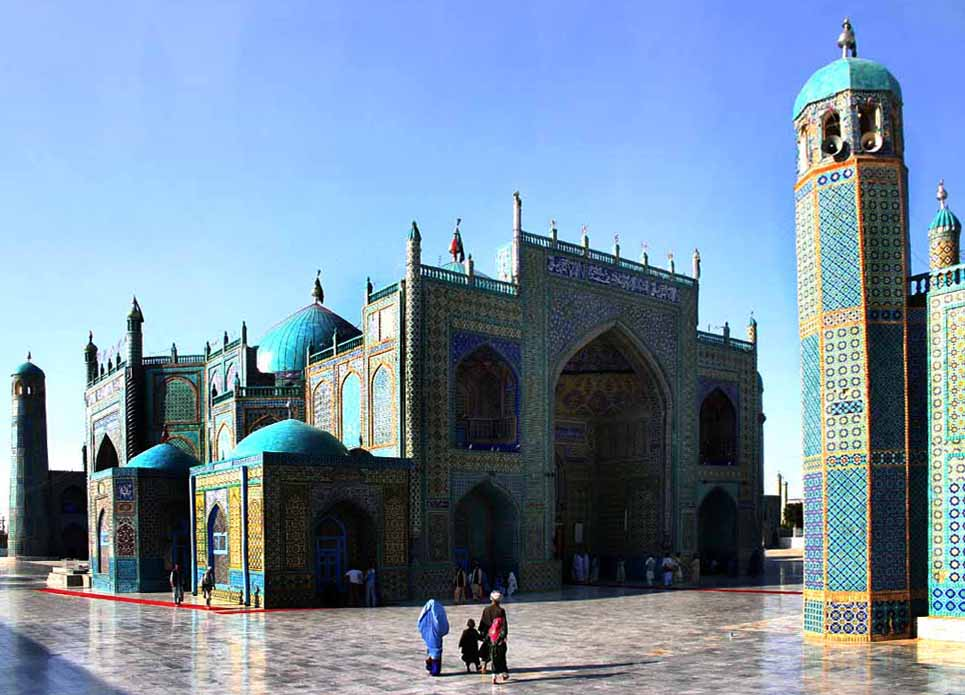
Błękitny Meczet w Mazar-i Szarif

Mazar-i Szarif (pers. ‏مزارِ شریف‎, Mazār-e Šarīf, dosłownie „szlachetna świątynia”) – największe miasto w północnym Afganistanie i jednocześnie stolica wilajetu Balch. W 2021 roku populacja miasta wyniosła ponad 500 tys. mieszkańców – trzecie co do wielkości miasto kraju. Głównym językiem używanym w mieście jest dari.
W Mazar-i Szarif znajduje się ważny dla szyitów Błękitny Meczet (Rauze-e Szarif), dlatego dla wyznawców islamu miasto jest jednym z głównych ośrodków kultu religijnego. Miasto słynie także z wyrobu dywanów oraz handlu skórami owiec (karakuły). Mieszkańcy utrzymują się też z drobnego przemysłu spożywczego, chemicznego oraz zakładów przerobu rud metali.

## Historia
Miasto Mazar-i Szarif było niegdyś stolicą afgańskiego Turkiestanu, kraju rozciągającego się między miastem Herat a masywem Hindukuszu oraz rzeką Amu-daria na północy, zniszczonego w czasie najazdu Czyngis-chana na Balch, około 1220 roku. Legenda głosi, iż Mazar-i Szarif zostało założone, gdy miejscowy mułła miał sen o odkryciu grobu Alego ibn Abi Taliba w krainie Balch.
14 sierpnia 2021 miasto zdobyli Talibowie.